# LKL de 2024-25
A Temporada da Liga Lituana de Basquetebol de 2024–25 foi a 31ª edição da principal competição de basquetebol masculino na Lituânia  disputada, em sua temporada regular, entre 21 de setembro de 2024 a 21 de maio de 2025. A equipe do rytas Vilnius reconquistou seu título nacional e busca seu 8º título.
A liga oficialmente chama-se Betsafe LKL por motivos de patrocinadores.

## Equipes participantes
A equipe do Pieno žvaigždės, que já enfrentava duras dificuldades financeiras para alcançar o orçamente mínimo para montagem da equipe, optou pela desistência da competição. Dessa forma a LKL 2024-25 passou a ser disputada em 10 equipes com 4 rodadas de jogos.
|                | Clube                   | Localização | Arena               | Capacidade |
| -------------- | ----------------------- | ----------- | ------------------- | ---------- |
|                | 7bet-Lietkabelis        | Panevėžys   | Kalnapilio Arena    | 5 600      |
|                | CBet Jonavos            | Jonava      | Jonava Sports Arena | 500        |
|                | M Basket-Delamode       | Mažeikiai   | Telšiai Arena       |            |
|                | Neptūnas                | Klaipėda    | Švyturys Arena      | 6 200      |
|                | Nevėžis-Optibet         | Kėdainiai   | Kėdainiai Arena     | 3 044      |
|                | rytas Vilnius           | Vilnius     | Jeep Arena          | 2 200      |
| Twinsbet Arena | rytas Vilnius           | Vilnius     | 13 000              |            |
|                | Šiauliai-Casino Admiral | Šiauliai    | Šiauliai Arena      | 5 500      |
|                | Uniclub Bet-Juventus    | Utena       | Utena Arena         | 1 700      |
|                | Wolves Twinsbet Vilnius | Vilnius     | Twinsbet Arena      | 13 000     |
|                | Žalgiris Kaunas         | Kaunas      | Žalgiris Arena      | 15 415     |

Fonte: lkl.lt
Legenda:
- Campeão da LKL de 2023-24
- Campeão da Copa Rei Mindaugas

## Temporada regular

### Tabela de classificação
| Pos. | Clube                   | J  | V  | D  | %P+  | %P-  | Classificação |
| ---- | ----------------------- | -- | -- | -- | ---- | ---- | ------------- |
| 1    | Žalgiris Kaunas         | 36 | 34 | 2  | 91.3 | 73.4 | Playoffs16    |
| 2    | rytas Vilnius           | 36 | 29 | 7  | 93.1 | 84.3 | Playoffs16    |
| 3    | 7bet-Lietkabelis        | 36 | 20 | 16 | 83.5 | 81.1 | Playoffs16    |
| 4    | Wolves Twinsbet Vilnius | 36 | 20 | 16 | 90.4 | 89.1 | Playoffs16    |
| 5    | CBet Jonavos            | 36 | 19 | 17 | 89.5 | 90   | Playoffs16    |
| 6    | Uniclub Bet-Juventus    | 36 | 16 | 20 | 85.4 | 87.7 | Playoffs16    |
| 7    | Šiauliai-Casino Admiral | 36 | 14 | 22 | 90.8 | 94.9 | Playoffs16    |
| 8    | Neptūnas Klaipėda       | 36 | 14 | 22 | 84.7 | 88.5 | Playoffs16    |
| 9    | Nevėžis-Optibet         | 36 | 11 | 25 | 90.8 | 90.8 |               |
| 10   | M Basket-Delamode       | 36 | 3  | 33 | 79   | 98.5 |               |

fonte: lkl.lt

### Confrontos

#### Fase 1 e 2
| Casa\Visitante          | LIE   | JON    | MAZ     | NEP     | NEV     | RYT   | SIA     | JUV    | WOL     | ZAL    |
| ----------------------- | ----- | ------ | ------- | ------- | ------- | ----- | ------- | ------ | ------- | ------ |
| 7bet-Lietkabelis        |       | 86-88  | 82-78   | 81-89   | 93-82   | 67-84 | 93-76   | 90-98  | 83-81   | 85-89  |
| CBet Jonavos            | 84-82 |        | 103-83  | 86-82   | 87-110  | 74-94 | 104-93  | 93-98  | 91-94   | 72-93  |
| M Basket-Delamode       | 93-87 | 72-83  |         | 107-96  | 77-98   | 83-93 | 93-95   | 46-91  | 86-95   | 82-88  |
| Neptūnas Klaipėda       | 56-63 | 90-87  | 99-63   |         | 94-107  | 76-94 | 80-90   | 63-74  | 89-74   | 70-97  |
| Nevėžis-Optibet         | 78-85 | 93-105 | 93-87   | 74-83   |         | 83-93 | 106-90  | 74-78  | 85-90   | 76-89  |
| rytas Vilnius           | 90-78 | 84-80  | 109-98  | 84-90   | 89-69   |       | 118-109 | 90-76  | 71-82   | 91-88  |
| Šiauliai-Casino Admiral | 96-92 | 103-93 | 103-107 | 108-103 | 95-91   | 79-89 |         | 98-100 | 110-89  | 63-91  |
| Uniclub Bet-Juventus    | 70-79 | 79-80  | 92-72   | 92-99   | 91-84   | 78-86 | 101-88  |        | 100-110 | 67-128 |
| Wolves Twinsbet Vilnius | 82-97 | 103-90 | 95-94   | 102-86  | 103-102 | 84-88 | 103-93  | 67-72  |         | 100-82 |
| Žalgiris Kaunas         | 73-66 | 101-64 | 101-46  | 91-75   | 88-86   | 78-67 | 111-81  | 84-67  | 97-84   |        |

fonte:lkl.lt

#### Fase 3 e 4
| Casa\Visitante          | LIE    | JON     | MAZ    | NEP    | NEV    | RYT     | SIA     | JUV    | WOL     | ZAL    |
| ----------------------- | ------ | ------- | ------ | ------ | ------ | ------- | ------- | ------ | ------- | ------ |
| 7bet-Lietkabelis        |        | 72-68   | 90-69  | 84-79  | 71-79  | 82-75   | 92-73   | 94-89  | 78-64   | 76-88  |
| CBet Jonavos            | 92-87  |         | 116-55 | 93-98  | 96-89  | 99-104  | 106-101 | 78-72  | 81-77   | 81-91  |
| M Basket-Delamode       | 65-96  | 86-107  |        | 77-96  | 71-101 | 81-113  | 74-102  | 85-94  | 86-106  | 80-105 |
| Neptūnas Klaipėda       | 72-91  | 97-98   | 85-79  |        | 96-90  | 92-85   | 90-95   | 100-88 | 97-82   | 67-80  |
| Nevėžis-Optibet         | 97-82  | 80-102  | 109-80 | 81-83  |        | 101-105 | 92-104  | 105-74 | 106-107 | 80-84  |
| rytas Vilnius           | 90-72  | 112-82  | 102-69 | 103-85 | 99-98  |         | 103-96  | 90-75  | 92-88   | 76-83  |
| Šiauliai-Casino Admiral | 89-104 | 90-94   | 122-96 | 91-78  | 96-91  | 82-102  |         | 86-68  | 85-92   | 66-71  |
| Uniclub Bet-Juventus    | 74-75  | 109-115 | 80-77  | 100-94 | 101-91 | 90-104  | 102-79  |        | 94-86   | 75-96  |
| Wolves Twinsbet Vilnius | 88-92  | 102-103 | 109-85 | 96-84  | 94-99  | 89-102  | 100-84  | 87-83  |         | 69-81  |
| Žalgiris Kaunas         | 83-79  | 89-62   | 109-63 | 84-49  | 105-88 | 97-79   | 98-56   | 84-81  | 89-75   |        |

fonte:lkl.lt

## Playoffs

### Quartas de finais
| Time 1                  | Série | Time 2                  | 1º Jogo   | 2º Jogo  | 3º Jogo |
| ----------------------- | ----- | ----------------------- | --------- | -------- | ------- |
| Žalgiris Kaunas         | 2 - 0 | Neptūnas Klaipėda       | 88 - 75   | 98 - 70  | -       |
| Wolves Twinsbet Vilnius | 0 - 2 | CBet Jonavos            | 102 - 103 | 98 - 102 | -       |
| rytas Vilnius           | 2 - 0 | Šiauliai-Casino Admiral | 127 - 81  | 110 - 84 | -       |
| 7bet-Lietkabelis        | 2 - 0 | Uniclub Bet-Juventus    | 83 - 77   | 93 - 90  | -       |

### Semifinais
| Time 1          | Série | Time 2           | 1º Jogo | 2º Jogo | 3º Jogo | 4º Jogo | 5º Jogo |
| --------------- | ----- | ---------------- | ------- | ------- | ------- | ------- | ------- |
| Žalgiris Kaunas | 3 - 0 | CBet Jonavos     | 73 - 61 | 98 - 74 | 86 - 78 | -       | -       |
| rytas Vilnius   | 3 - 2 | 7bet-Lietkabelis | 86 - 82 | 73 - 76 | 87 - 86 | 76 - 87 | 94 - 70 |

### Decisão de terceiro lugar
| Time 1       | Série | Time 2           | 1º Jogo | 2º Jogo  | 3º Jogo | 4º Jogo | 5º Jogo |
| ------------ | ----- | ---------------- | ------- | -------- | ------- | ------- | ------- |
| CBet Jonavos | 1 - 3 | 7bet-Lietkabelis | 90 - 83 | 85 - 104 | 78 - 92 | 73 - 81 | -       |

### Final
| Time 1          | Série | Time 2        | 1º Jogo | 2º Jogo | 3º Jogo | 4º Jogo | 5º Jogo |
| --------------- | ----- | ------------- | ------- | ------- | ------- | ------- | ------- |
| Žalgiris Kaunas | 3 - 2 | rytas Vilnius | 89 - 97 | 83 - 79 | 80 - 86 | 84 - 83 | 76 - 69 |

### Premiações
| Betsafe LKL 2024-25 Campeões |
| ---------------------------- |
| Žalgiris Kaunas25º título    |

## Clubes lituanos em competições europeias
| Clube         | Competição        | TR | TR | PO | PO | Resultado                                                                 |
| Clube         | Competição        | V  | D  | V  | D  | Resultado                                                                 |
| ------------- | ----------------- | -- | -- | -- | -- | ------------------------------------------------------------------------- |
| Žalgiris      | EuroLiga          | 15 | 19 | -  | -  | Eliminado - como 13º colocado na temporada regular                        |
| Lietkabelis   | EuroCopa          | 5  | 13 | -  | -  | Eliminado - como 9º colocado no Grupo B da temporada regular.             |
| Wolves        | EuroCopa          | 10 | 8  | -  | -  | Classificado - como 4º colocado no Grupo A da temporada regular.          |
| Wolves        | EuroCopa          | -  | -  | 0  | 1  | Eliminado - nas oitavas de finais para U-BT Cluj-Napoca                   |
| rytas Vilnius | Liga dos Campeões | 5  | 1  | -  | -  | Classificado - como 1º colocado no Grupo F da temporada regular.          |
| rytas Vilnius | Liga dos Campeões | 2  | 4  | -  | -  | Eliminado - como 3º colocado no Grupo J da Ronda dos 16                   |
| Juventus      | Liga dos Campeões | 1  | 1  | -  | -  | Eliminado - na fase classificatória para Dinamo Sassari (73-77)           |
| Neptūnas      | Copa Europeia     | 0  | 2  | -  | -  | Eliminado - na fase classificatória para Bilbao Basket (0-2; 66-74,59-95) |